# Jardín Botánico de la Universidad de Lecce
El Jardín Botánico de la Universidad de Lecce (en italiano: Orto botanico dell'Università di Lecce también conocido como Orto botanico dell'Università del Salento) es un jardín botánico de 16 hectáreas de extensión, administrado por la Universidad de Lecce, en Lecce, Italia. 
Es miembro del BGCI, y presenta trabajos para la International Agenda Registrant.
El código de identificación internacional de "Orto Botanico dell'Università del Salento" como miembro del "Botanic Gardens Conservation Internacional" (BGCI), así como las siglas de su herbario es LECC.

## Localización
Orto Botanico dell'Università di Lecce, Via Provinciale Lecce-Monteroni, 73100, Lecce, Provincia de Lecce, Apulia, Italia.
Planos y vistas satelitales.40°20′6.36″N 18°7′21.58″E / 40.3351000, 18.1226611
- Promedio Anual de Lluvias: 615 mm
- Altitud: 23.00 m s. n. m.
- Superficie total bajo cristal: 300 metros
- Superficie total bajo sombreado: 2500 metros

Está abierto de lunes a viernes.

## Historia
Si bien el primer jardín botánico de Lecce data de 1814, comenzó un declive irreversible en 1866 después de la adquisición por la provincia.
El jardín actual fue comenzó como una empresa separada en 1994, administrado por el departamento de biología de la Universidad de Lecce. 

## Colecciones

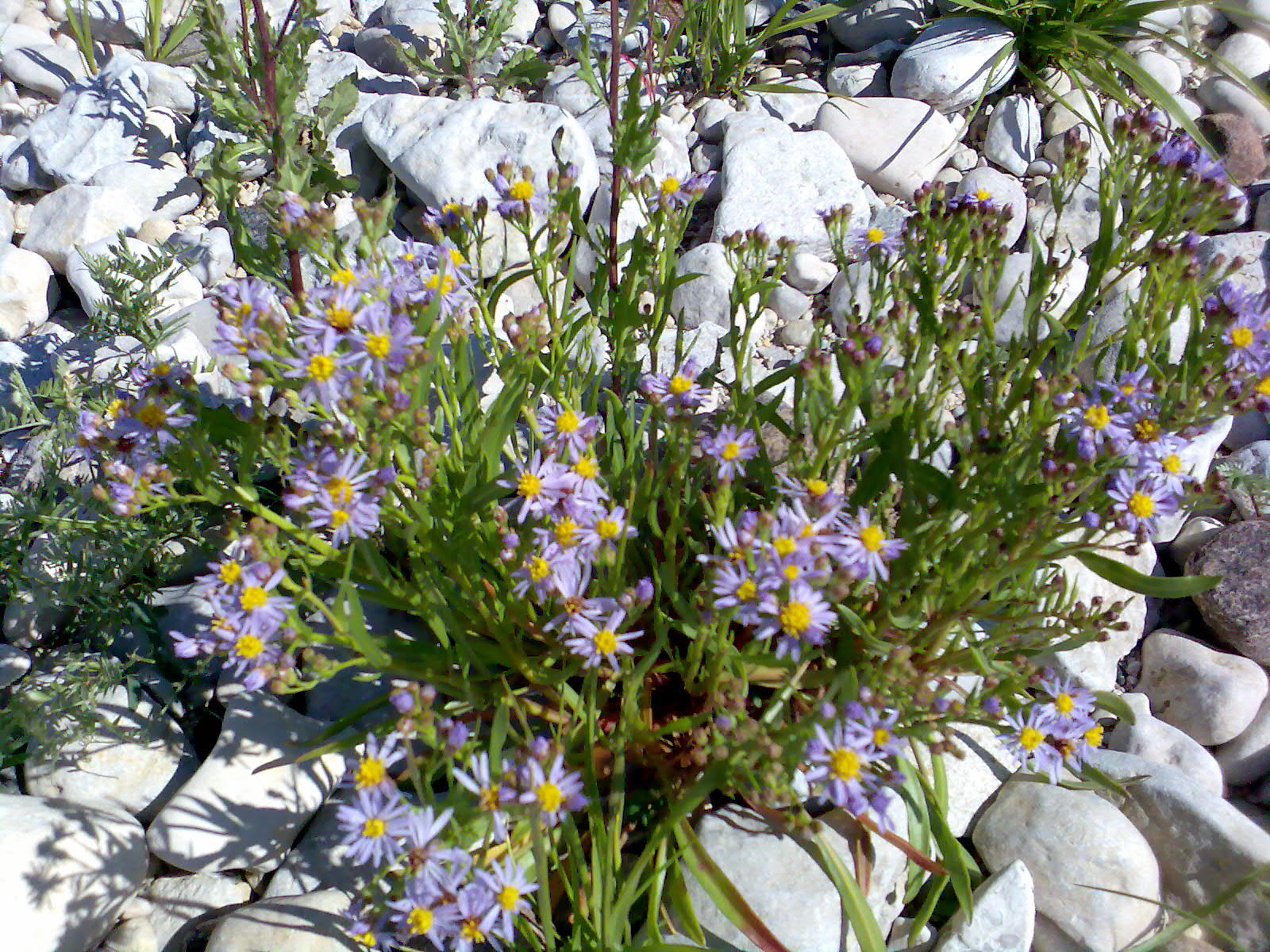
Flores de Aster tripolium una de las especies cultivadas en el Orto Botanico dell'Università di Lecce.

Actualmente el jardín botánico con más de 200 taxones, exhibe las especies :
- Orquídeas de la comarca de Salento, Anacamptis pyramidalis, Orchis saccata, Spiranthes spiralis, Serapias, Orchis lactea, Orchis italica, Aceras antropophorum, Limodorum abortivum, Epipactis microphylla,
- Plantas de interés económico y plantas ornamentales,
- Palmae,
- Plantas nativas de la región, Aegialophila pumila, Asphodelus microcarpus, Asparagus maritimus, Aster tripolium, Asyneuma limonifolium, Aetheorrhiza bulbosa, Agropyron junceum, Allium chamaemoly, Alyssum leucadeum, Ampelodesmos mauritanicus, Anagyris foetida, Anthemis hydruntina, Anthyllis hermanniae, Artemisia litoralis,
- Invernadero de 300 m².
- Herbario con unos 2,500 especímenes.

## Actividades
- Realiza programas de conservación de especies en peligro.
- Realiza un programa de estudio y catalogación de plantas de interés medicinal.
- Programa de conservación "Ex Situ".
- Programa de reintroducción en su hábitat natural de especies amenazadas.

- Estudios de Biotecnología
- Conservación - Biología
- Conservación - Genética
- Base de datos de las plantas
- Tecnología aplicada a las plantas
- Ecología
- Conservación de Ecosistemas
- Educación
- Etnobotánica
- Florística
- Horticultura
- Biología de especies invasoras y su control en el medio natural.
- Restauración Ecológica
- Almacenamiento de semillas y esporas.
- Sistemática y Taxonomía
- Sostenibilidad
- Farmacología
- Agricultura
- Restauración de terrenos.
- Medioambiente urbano.